# Władysław I. Herman

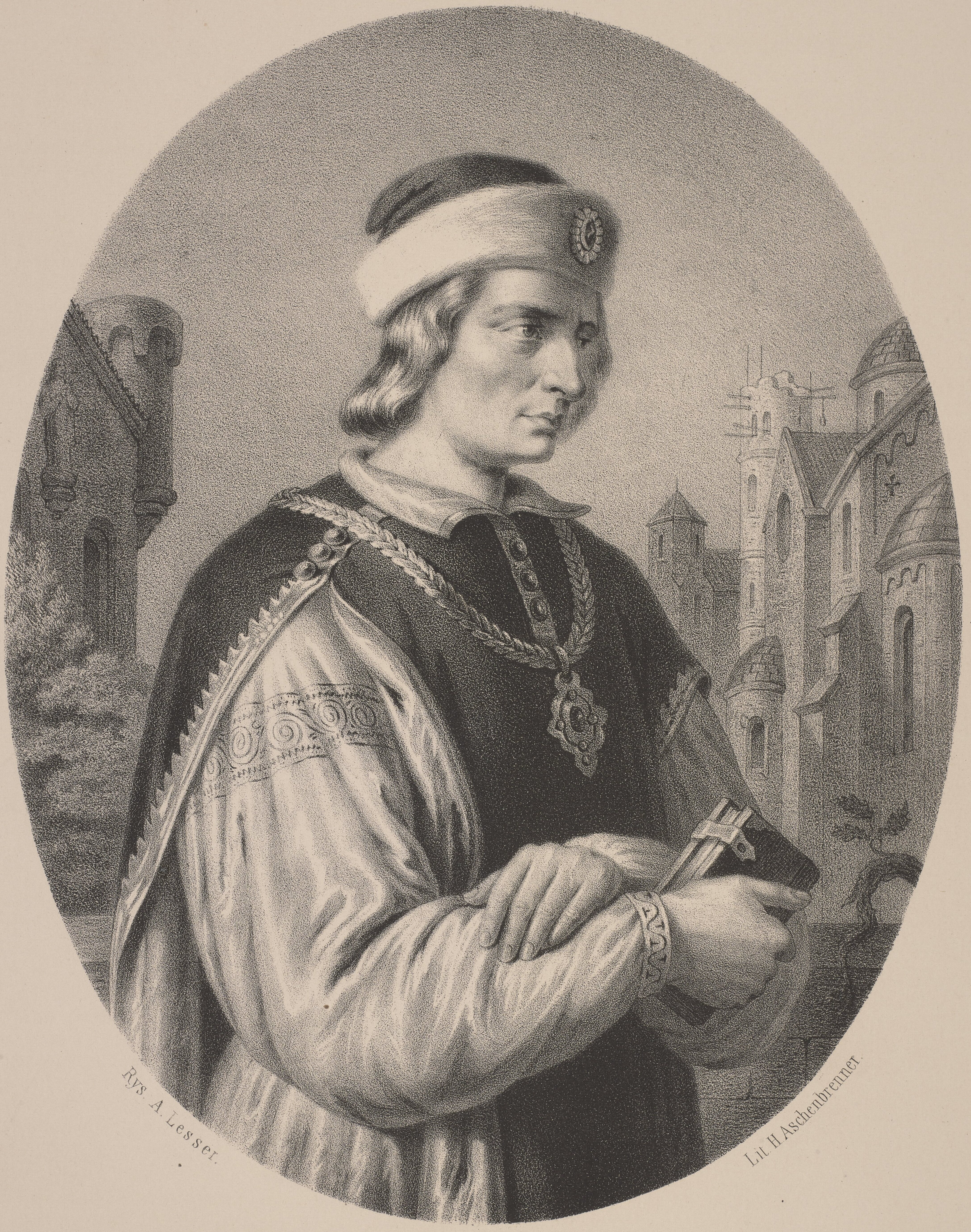
Phantasiedarstellung

Władysław I. Herman (* um 1043; † 4. Juni 1102 in Płock) war von 1079 bis 1102 Herzog von Polen aus der Dynastie der Piasten.

## Leben
Nach der Vertreibung seines Bruders Herzog Bolesław II. durch den polnischen Adel und die Kirche wurde der jüngere Sohn von Herzog Kasimir I. Karl und der Maria Dobroniega auf den polnischen Thron in Krakau gesetzt. Zeitweilig zwischen 1086 und 1089 teilte er sich die Macht mit seinem Neffen Mieszko. 1091 unterwarf er vorübergehend Pommern durch die Einnahme von Stettin.
Władysław unterstützte die Politik der Verständigung mit dem Reich und Böhmen, indem er dem Letzteren wieder die Tributrechte für den Besitz Schlesiens zugestand. Er war kein aktiver Monarch, die tatsächliche Macht in seinen Händen sammelte der Wojewode Sieciech. Dies brachte Unzufriedenheit des Adels hervor, der anfing, seine Söhne Zbigniew und Bolesław zu unterstützen. Dies führte im Jahre 1097 zu einem verschärften Konflikt und 1099 zur Teilung des Landes. Zbigniew bekam als Herrschaftsbezirk Großpolen mit Kujawien zugesprochen, während der jüngere Bolesław Schlesien und Kleinpolen erhielt. Er selbst, als „Senior“, übernahm Masowien und die Oberherrschaft über ganz Polen. Władysław Herman krönte sich nicht zum König, da er sich dem Kaiser Heinrich IV. unterstellte, den er im Investiturstreit unterstützte. 

## Ehe und Nachkommen
Seine erste Frau war eine unbekannte Polin. Aus dieser Beziehung stammte sein ältester Sohn und Nachfolger 
- Zbigniew, Herzog von Polen (1096–1107, 1111) (* um 1070; † 1112).

Da diese Ehe nach dem slawischen Ritus geschlossen war, wurde sie von der katholischen Kirche nicht anerkannt und der aus ihr hervorgegangene Sohn Zbigniew für nicht legitim erklärt. Um die Konflikte mit Böhmen zu entspannen, löste Władysław diese Verbindung auf und heiratete 1080 Judith von Böhmen, Tochter von Herzog Vratislav II. Aus dieser Ehe ging sein zweiter Sohn hervor, * Bolesław III. Schiefmund, Herzog von Polen (1102–1138) (* 1085; † 1138).
Drei Jahre nach dem Tod von Judith von Böhmen am 25. Dezember 1086 heiratete er 1089 die kaiserliche Prinzessin Judith, eine Tochter Kaiser Heinrichs III., die Witwe von König Salomon von Ungarn. Sie brachte Otto von Bamberg mit an den Hof in Gnesen. Die Ehe galt als unglücklich, aber Judith gebar Władysław drei Töchter:
- eine namentlich unbekannte Tochter (* nach 1088, † vor 12. Oktober 1112) ⚭ vor 1108 Jaroslaw I. Swjatopolkowitsch Fürst von Wladimir (1112–1118) (Nachkommen)[3]
- Agnes, Äbtissin von Quedlinburg und Gandersheim;
- Adelheid, Gemahlin von Diepold III. von Vohburg. Deren Tochter Adela, war in erster Ehe vor dem 2. März 1147 (geschieden 1153) mit dem späteren Kaiser Friedrich I. Barbarossa († 1190) verheiratet.[4]